# 永和網溪別墅
永和網溪別墅，是位於臺灣新北市永和區、新店溪畔的宅第，為畫家楊三郎父親楊仲佐所建，是日治時期知名的賞菊地點，之後作楊三郎住所與畫室，原先因道路拓寬時規劃拆除，1998年獲得保留，列市定古蹟。

## 歷史

### 日治時期賞花景點
日治時期，新店溪畔螢橋地區為日本人鍾愛的水岸休憩區，茶館、料理亭，如紀州庵、川屋敷、新茶屋、清涼亭等料理亭。而河畔的龜崙蘭溪洲早年是一望無際的田園，昔日在埔地種植薰茶泮香所用的黃槴花。
居住於大加腊堀仔頭的楊仲佐於1919年來到龜崙蘭溪洲建立別墅，總面積達五千多坪。建築構造本體屋頂為木桁架鋪日式黑瓦，牆面為清水磚，外牆洗石子及水泥粉光裝飾。宅第名稱是因建在龜崙蘭溪洲的網尾寮，故有此名。
楊仲佐在此網溪別墅栽種菊花千餘株，依《臺灣日日新報》報導，曾創下單日五千人次參觀的紀錄，就連總督府和臺北州的諸多官員也是座上貴客。別墅背對新店溪，月夜泛舟其中，水面浩渺，順流高歌，故以「網溪泛月」成為「中和八景」之一。其餘八景分別是「尖山晚渡」、「壁湖怪石」、「福和鐘聲」、「圓山遠眺」、「石門灘音」、「永和暮潮」、「潭墘甘泉」。民間相傳裕仁皇太子1923年臺灣行啟，曾到網溪別墅觀賞菊花，並有感於中和庄交通不便，因而採納了楊仲佐的建立川端橋建議，不過依據依據當時裕仁的逐日行程，並無造訪網溪別墅的紀錄。

### 改作楊三郎畫室
台灣戰後時期，地址是台北縣永和市博愛街七號。於1947年、1981、1991年皆有整修。

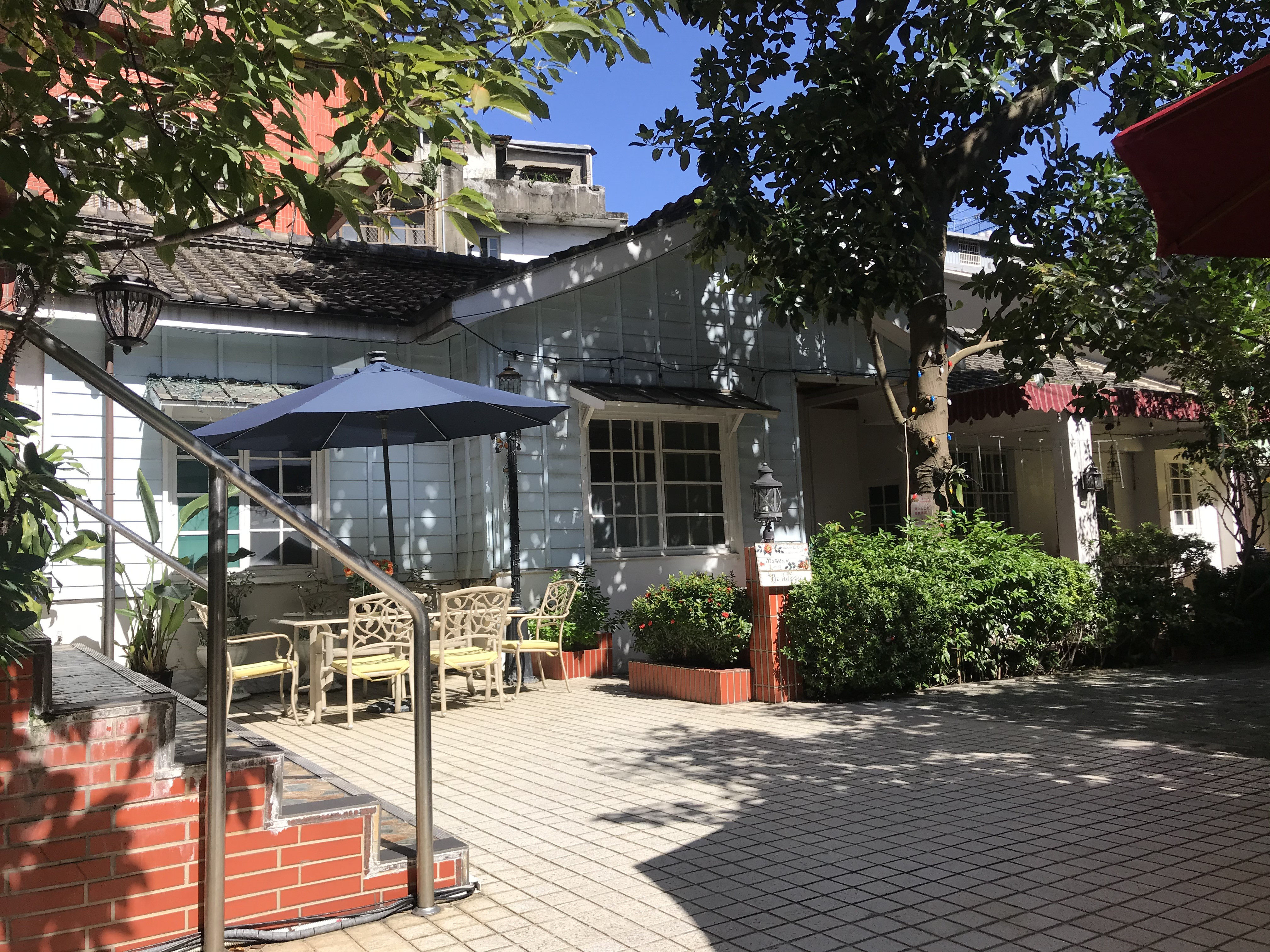
網溪別墅

楊三郎與妻子許玉燕、兒子楊星朗原先住在淡水。夫妻搬到網溪別墅後，在二樓建築參考歐洲建築風格與形式的畫室，如加裝假壁爐、單斜屋頂。採光是以北面大片幾乎整面落地窗戶、南面小窗戶方式，讓自然光從南北透入室內。此種設計是避免畫作遭日光直曬而變質，其後楊三郎半生重要作品都在此完成。像楊三郎曾在此替舞者打扮的蔡瑞月作畫。
許玉燕回憶，以前從畫室窗戶望出去新店溪畔沙洲、台北市對岸螢橋國小歷歷在目。1953年，永和修築堤防後，美景不再。占地面積也縮小到五百多坪。由於菊蘭培植不易，楊三郎改增種梅花、白櫻等樹木。

### 列為古蹟保存
1955年都市計畫，規劃一條八公尺寬的道路將網溪別墅一分為二。1991年7月25日，網溪別墅旁的楊三郎美術館落成時，楊三郎正在住院，並擔心當地道路要拓寬，畫室面臨被拆除的命運。楊三郎去世後，住在此宅的許玉燕依然慣於日復一日擺上兩份餐具。儘管市長林德福表示任內不會拆除，但她仍擔心一旦自己撒手後，依然可能面臨被拆除命運。
1997年初，民進黨和甄藏國際藝術公司合作，以藝術品募款，部分捐助彭婉如基金。民進黨在與許玉燕洽談拍賣楊三郎畫作時，發現她的憂心，遂於當年1月30日發起搶救宅第活動。1998年9月3日，台北縣政府公告，網溪別墅核定為三級古蹟。
林德福擔任永和市長任內，將全長四百公尺的博愛街打造成藝術街，力邀多名藝術家進駐、全盛時期有十幾名藝術家設店，包括陶藝、聲樂、繪畫等，每個月由不同藝術家訂定不同主題的藝術月，還有復興商工的學生在街頭素描、福和國中、永和國中等學校的國樂、管弦樂團演出，相當熱鬧。網溪別墅列入藝術街計畫中，縣府聘雕塑家浮雕圍牆，使之成為藝術街中的一景。
2003年4月11日，網溪別墅展開修復，總工程費為新台幣兩千兩百萬元，包括全區防蟲防蟻防腐、木結構抽換補強、牆面結構體整修、屋瓦恢復日本瓦原貌、機電與庭園景觀整理等。此次修繕工程經縣府文化局發包興建，由黃天浩建築師事務所設計施工。整修沒有找熟悉網溪別墅的人士參與，以致溝通有困難，像一批當年參觀別墅菊園的政商名流、名人雅士，留下書法、圖畫等墨寶的等簽名、留言簿，本來差一點就要當垃圾丟掉，被畫家胡復金及時發現留下。園中八十多年歷史的雞腳蘭、鐵樹，整修時被挖掉，引起許玉燕大罵，後來才又補種幾棵白櫻。許玉燕也抗議原先公公楊仲佐收藏的佛跳牆甕、牡丹釉面花瓶，還有大批瓷碗瓷匙，在此次修復中不見、或破壞。
2003年12月11日，網溪別墅古蹟修復工程落成啟用。地區並從住宅區變更都計地目，改為美術館使用。2014年7月，地主與建商合作，提案申請古蹟跨區容移，將容積移轉到林口特定區，興建三棟六到七層的建築，於2015年1月通過。
博愛街的藝術區政策未延續，至2015年報導時人潮衰減，楊三郎美術館也非全週開放。

## 備註
1. ↑  「中和八景」命名時，永和尚未成為獨立的行政區，因此當時均通稱為中和。

## 外部連結
- 臺灣大百科全書 - 永和網溪別墅 （页面存档备份，存于）
- 文化部 iCulture-文化空間 - 永和網溪別墅 （页面存档备份，存于）
- 永和網溪別墅 - 文化部文化資產局--國家文化資產網 （页面存档备份，存于）